# Grantura Plastics
Grantura Plastics war ein britischer Hersteller von Automobilen und Karosserien.

## Unternehmensgeschichte
John Ward, Bernard Williams und Tommy Entwistle gründeten 1966 das Unternehmen in Blackpool. Zunächst stellten sie Karosserien für TVR her. 1968 begann die Produktion von Automobilen. Der Markenname lautete Grantura. 1973 oder 1974 endete die Produktion. Insgesamt entstanden etwa 150 Exemplare.

## Fahrzeuge

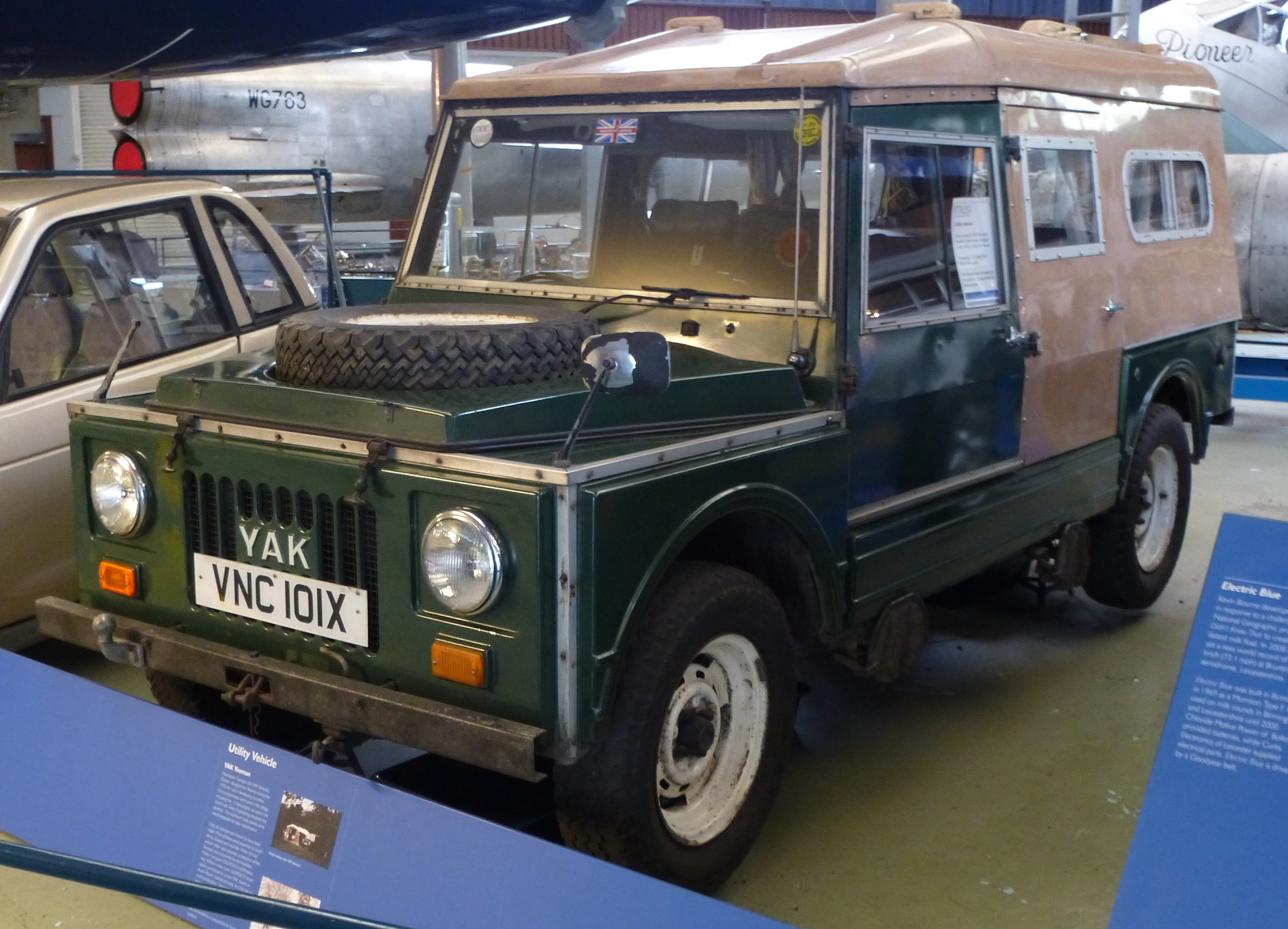
Yak Yeoman

Das erste Modell war der Gem. Er baute, wie vorher der Trident, auf dem TVR auf. Er war hinten etwas länger als ein typischer TVR und besaß eine rechteckige Fahrzeugfront. Die Coupé-Karosserie bestand aus Fiberglas und bot Platz für zwei Personen. Angetrieben wurde der Wagen von einem V6-Motor von Ford mit 3000 cm³ Hubraum. Dieses Modell stand von 1968 bis 1973 oder 1974 im Sortiment.
1969 erschienen die baugleichen Modelle Yak und Yeoman. Es waren offene Freizeitautos im Stile des Mini Moke. Die Basis stellte der Mini dar. Bis 1970 entstanden 150 Exemplare, sowohl fertig montiert als auch als Kit. Von 1979 bis 1984 war das Fahrzeug erneut angeboten, nunmehr von Manchester Garages. In diese Zeit entstanden sieben weitere Autos.